# Patrick Dunbar (3e comte de Dunbar)
Pour les articles homonymes, voir Patrick Dunbar.
Patrick III, 3e comte de Dunbar (né vers 1213  – 24 août 1289) est un seigneur féodal contrôlant le comté de Dunbar et son château, il dominait l'East Lothian, et il fut l'homme de guerre le plus important des  Scottish Borders de son époque. Il est Gardien de l'Écosse de 1255 à 1261

## Origine
Considéré comme âgé de 35 en 1248, il est le fils de
Patrick II comte de Dunbar et d'Euphémie de Brus, le petit-fils de Patrick Ier comte Dunbar, qui était le fils de Waltheof 3e comte de Lothian, descendant en ligne masculine de Gospatrick de Northumbrie. Ses successeurs contrôlent les marches, mais le titre de  Comte de March sera seulement assumé par son fils Patrick IV 1er comte de March.

## Carrière
Patrick rend hommages pour ses domaines au roi Henri III en 1249. Le comte fait partie de la faction « pro anglaise » qui s'oppose aux Comyns et en 1255 avec d'autres nobles ils réussissent à exclure les Comyns et leurs partisans du pouvoir. La même année il est nommé Régent et Guardien du roi et de la reine. En 1258, la faction des Comyns rétablit son influence et le comte Patrick est exclu du gouvernement.
En 1263, il fonde un monastère de Carmelites ou « White Friars » à Dunbar; et il conduit l'aille gauche de l'armée écossaise lors de la bataille de Largs la même année. En 1266 quand Magnus VI de Norvège cède Ile de Man et les Hébrides au roi Alexandre III d'Écosse, le sceau du comte Dunbar est apposé sur le traité de Perth conclu avec la Norvège en 1266.
Patrick, comte de Dunbar, est le second de la liste des treize comtes qui signent le contrat de mariage entre la Princesse Marguerite d'Écosse et le roi Eric de Norvège en 1281. En 1284, il participe au Parlement de Scone qui reconnaît les droits de Marguerite de Norvège petite-fille d'Alexandre III d'Écosse comme héritière de la couronne. Il meurt à Whittingehame, et il est inhumé à Dunbar, dans l'East Lothian..

## Mariage
Il aurait épousé d'abord, avant 1240, Cecile, fille de John FitzRobert, Lord de Warkworth dans le Northumberland (mort en 1240),,
Puis en secondes noces Christiana,,, fille de Robert V de Brus, le Compétiteur (1210–1295), le couple a cinq enfants connus :
- Patrick IV, un Compétiteur lors de la crise de succession écossaise[9], son fils et héritier ;
- Sir John de Dunbar, chevalier[10] ;
- Sir Alexander de Dunbar, chevalier[11] ;
- Agnes de Dunbar, qui épouse Christell de Seton, « dans la Forêt de Jedburgh  » (morte vers 1300)[12] ;
- Cécile (ou Cecilia) de Dunbar, qui épouse Sir James Stuart, 5e Grand sénéchal d'Écosse[13],[14].

Bien que des plusieurs sources indiquent que Christiana de Brus soit l'épouse de Patrick et la mère de ses enfants, d'autres sources contredisent cette assertion. Selon le The Scots Peerage, « Cecilia filia Johannis » est sa seule et unique épouse connue et la mère de ses fils, elles s'appuient sur une charte de son fils ainé. The Complete Peerage présente « Cécile, fille de John » comme sa femme et prétend que Christian Bruce lui est assignée comme épouse par erreur dans Wood's Douglas.